# Rectotrochamminoides
Rectotrochamminoides es un género de foraminífero bentónico considerado como nomen nudum e invalidado, aunque considerado perteneciente a la familia Lituotubidae, de la superfamilia Lituotuboidea, del suborden Lituolina y del orden Lituolida. Su rango cronoestratigráfico abarca desde el Albiense (Cretácico inferior) hasta el Santoniense (Cretácico superior).

## Discusión
Clasificaciones previas incluirían Rectotrochamminoides en el suborden Textulariina del orden Textulariida, o en el orden Lituolida sin diferenciar el suborden Lituolina. Clasificaciones posteriores incluirían Rectotrochamminoides en la Familia Trochamminoidae.

## Clasificación
Rectotrochamminoides incluye a la siguiente especie:
- Rectotrochamminoides vagrans †